# ストライダー飛竜2
『ストライダー飛竜2』（ストライダーひりゅうツー）は、1999年12月に稼動開始した、カプコンのアーケード用の横スクロールタイプアクションゲーム。1989年に同社より発売された『ストライダー飛竜』の続編。日本国外でのタイトルはStrider 2。なお日本国外では本作に先駆けて、カプコンからライセンスを受けた続編『Strider II』が1991年から1994年に掛けて、各ハードでUSGOLD社から発売されている。

## 概要
前作とかなり共通した世界観・設定を持っているが、本作は前作より2000年後の世界という設定であり、リメイクではなく純粋な続編である（ただし本編中ではそれを大々的にアピールすることはなく、前作とのつながりを匂わせる程度に留めている）。
本作のメインプランナーによると、本来は続編ではなくリメイクとして作られていたが、タイトルが『2』に決まったためにストーリー的なつじつま合わせに苦労したという。
2000年2月24日に『ストライダー飛竜1&2』として、前作とカップリングでPlayStationに移植された。移植版には新ステージ「超古代遺跡調査」と、ストライダー飛燕を自機として操作できる「飛燕モード」が追加されている。2014年8月27日よりゲームアーカイブスにて配信開始。

## ゲームシステム
8方向レバーと3つのボタン（攻撃、ジャンプ、ブースト）で自機を操作する。まずゲーム開始時に「都市占拠テロ殲滅」「武装城塞進行」「極点研究所潜入」の3つのステージの中から1つを選択。その選択したミッションをクリアすると新たに第四ミッション「空中戦艦追撃」が登場し、それをクリアすると最終ミッション「グランドマスター抹殺」が現れる。エンディングを迎えるためには最低で3ミッション、最高で5ミッションをクリアする必要がある（ただし、家庭用のみミッション00が追加され、全6ミッションとなる）。残機なしのライフ制、1人専用プレイで前作に登場したオプションA、B、Cは一切登場しない。
主人公が行えるアクションは以下の通り。
- ダッシュ
- ジャンプおよび2段ジャンプ
- スライディング。スライディング中も攻撃は可能。またスライディング中にその場から後方に飛び退くこともできる。
- 壁に張り付いている時に可能な「八双飛び」。
- 空中に一瞬静止して周囲360度を攻撃する「乱れ斬り」。ただし、1回のジャンプにつき1度しか行えない。
- ブーストボタンを押すと一定時間ブーストモードが発動（回数制限あり）。発動中は攻撃力が増加し、敵を追尾するエネルギー波を発射できる。

## ストーリー
忍者を前身とする特殊機関・ストライダーズ。そのストライダーズの特A級エージェントである飛竜のもとに、ひとつの指令が下りた。衛星軌道上の「第三の月の都（ザ・サードムーン）」に君臨し、この世界の全てを支配する冥王・グランドマスターを暗殺せよというのだ。その指令が下された直後、飛竜と同じ特A級ストライダー・飛燕の造反により、ストライダーズは壊滅した。しかしそれを意にも介さず、ただ与えられた任務を遂行すべく愛用の光剣サイファーを手に、飛竜は世界を駆ける。

## 登場人物
飛竜
主人公。ストライダーズの生き残りにして元特A級エージェント。本作から、外見は『MARVEL VS. CAPCOM CLASH OF SUPER HEROES』に近い物になった。
前作以上に冷徹な性格をしており、例え組織が滅び、全世界を敵に回しても、ただ与えられた任務を遂行する。東風を飼い犬と呼ぶなど、敵に掛ける言葉も辛辣。
飛燕
「グランドマスター抹殺」の中ボスの一人。PlayStationのみの「超古代遺跡調査」ではボスとして登場する。飛竜と同じく特A級ストライダーでありながら、ストライダーズ壊滅のきっかけを作った張本人。
敵役だが性格は飛竜と正反対で心優しく、旧友の説得を試そうとする。
戦闘スタイルはジオメトリカル・サイファーによる斬撃と、ジオメトリカル・サイファーをブーメランのように投げる攻撃。プレイヤー版ではジオメトリカル・サイファー投げしか使用できず、ブーストモードもない。
2014年のゲーム『ストライダー飛竜』では登場しないが、飛燕に関する隠しアイテムが登場する。
東風三姉妹
「都市占拠テロ殲滅」の中ボス。長女「北風」、次女「東風」、三女「西風」からなる三姉妹。テロリストに占拠されたネオホンコンシティー上部階層居住エリアを疾走するエアバスの上で飛竜を襲う。
本作の開発当初、東風は2Pキャラクターとして登場する予定だった。
ソロ
「都市占拠テロ殲滅」および「グランドマスター抹殺」の中ボス。重装甲のスーツに身を包んでおり、武器は3WAYに発射するインパクトカノンと両肩から発生している光輪翼。本作ではソロの量産型である「ドール」も登場する。
冷血公爵タウリンマイヤー
「武装城塞進行」のボス。旧ドイツ・ニーダーザクセン地方にある古城を改装した城塞バネントの城主であり、4つの首を持つメカ「アルミーヒドラ」による攻撃を行う。
機動提督ウィルヘルム
「空中戦艦追撃」のボス。空中戦艦バルログの提督であり、衛星軌道上を飛ぶ脱出艇カタパルト上で飛竜と対決する。武器はショックブレード「電光丸」。
冥王グランドマスター
世界を支配し、名前を口に出すことすら許さない独裁者。冥王側の人物が彼のことを「あのお方」と呼ぶ。外見は人間に近く、空中で魔法のような遠距離攻撃を仕掛ける。また、3種の生物「重力生物グラウェレオ」「プラズマ生物アルドラウィス」「電磁生物フルメノルカ」を召喚する。
登場イベントと死亡イベントの台詞によると、数少ない前作との接点を持つ人物である。公式ストーリーでは前作で野望が潰えたが、2000年の時を経て再び復活したとされる。
恒星間航行生物カドゥケウス
本作のラストボス。グランドマスターが星としての地球に見切りをつけ、新たな星に世界を築き上げるために創造した最大級の人工生命体。

## スタッフ
- プランナー：冨田篤、YO TD FUKUDA（福田芳文）、中野正弘、NUKI
- プログラマー：浦郷勉、小森和彦、有吉清子、加藤茂、HERO HERO、山脇和男、MEIJIN、Y.SHINDOME（新留義博）
- スクロールデザイン：高橋泰人、NAKAMURA TAKAKO、Yamamoto Yasuhiro、TANOPU (TT)、HONGO AKIKO
- オブジェクトデザイン：見延浩明、福島直樹、G.KAMINA（上水口真司）、MIWA SAKAGUCHI、T、宮本慎弥、近藤正規、Y・YAMAMOTO（山本義紀）、MASAYUKI MAEDA 04（前田成之）、HIRO、KAERU♪NAGASHIMA、AKITA（秋田喜彦）、Tomomaii.S、鈴木俊宏、Narancia（奈良裕之）、r.、MASARU_N（西村マサル）、KIKUTANI（菊谷康一）、T.OHSUMI（大住智彦）、MICHIRU（山本満）、KITASAN
- デザイン：SHOEI（岡野正衛）、NEZUMI OTOKO（酒井奨）、ハルマル
- ミュージックコンポーズ：Setsuo（山本節生）、ETSUKO（米田悦子）
- サウンドエフェクト：Ryoji（山本亮治）、SANDOU（DJサンドウ）
- ボイスアクター：鳥海浩輔、徳丸完、土屋利秀、郷田ほづみ
- スペシャルサンクス：SAKOMIZU（迫水新一郎） AND CAPCOM ALL STAFF
- プロデューサー：船水紀孝
- ゼネラルプロデューサー：岡本吉起

## 関連商品
- 『ストライダー飛竜2 オリジナル・サウンドトラック』セルピュータ、2000年1月21日発売。